# هاميلتون غيلمر
هاميلتون غيلمر هو سياسي نيوزيلندي، (و. 1838  م).